# Instituto Arqueológico Alemán de Atenas
El Instituto Arqueológico Alemán de Atenas o en alemán: Deutsches Archäologisches Institut (DAI), Abteilung Athen (en griego: Γερμανικό Αρχαιολογικό Ινστιτούτο Αθηνών) es unos de los diecisiete institutos de arqueología extranjeros establecidos en Atenas (Grecia). Es una de las muchas sedes del Instituto Arqueológico Alemán repartidas por el mundo.

## Información general
Fue fundado en 1874 como el segundo instituto de estas características de Atenas, después de la Escuela Francesa de Atenas. Tiene un programa de investigación y una biblioteca de arqueología con 75,000 volúmenes y un extenso archivo fotográfico.

## Trabajo de campo arqueológico
Ha participado en multitud de excavaciones: Léucade e Itaca (Islas Jónicas), Orcómeno y Tebas (Beocia), Acarnas y Eleusis (Ática) y Amiclas (Laconia). Las actividades actuales incluyen excavaciones en Kalapodi (Beocia), Tirinto (Argólida), el Cerámico (Atenas), la antigua Olimpia (Peloponeso) y el Hereo de Samos.

## Directores
- Otto Lüders 1872–1874
- Ulrich Köhler 1875–1886
- Eugen Petersen 1886-1887
- Wilhelm Dörpfeld 1887–1912

El Instituto Arqueológico Alemán de Atenas se ocupa de las excavaciones de Olimpia desde 1936.

- Georg Karo 1912–1919 and 1930–1936
- Ernst Buschor 1921–1929
- Walter Wrede 1937–1944
- Emil Kunze 1951–1966
- Ulf Jantzen 1967–1974
- Helmut Kyrieleis 1975–1988
- Klaus Fittschen 1989–2001
- Wolf-Dietrich Niemeier 2001–2013